# براين دايسون
براين دايسون (بالإنجليزية: Brian Dyson)‏ هو أمريكي من أصول أرجنتينية كان الرئيس التنفيذي لشركة كوكا كولا من 1986 إلى 1991.

## مسيرته في كوكا كولا
عمل براين دايسون مع شركة كوكا كولا لمدة 35 عاما. انضم إلى شركة كوكا كولا في فنزويلا في عام 1959، وعمل لسنوات عديدة في أمريكا الجنوبية ومنطقة البحر الكاريبي والمكسيك. في عام 1978 عين السيد دايسون رئيسا لشركة كوكا كولا في قسم المشروبات الغازية للشركة. في عام 1983 عين رئيسا لشركة كوكا كولا أمريكا الشمالية، مع كامل المسؤولية عن محفظة الشركة في أمريكا الشمالية. في عام 1986 عين السيد دايسون الرئيس التنفيذي لشركة كوكا كولا الشركات.